# أنقليس ثعباني مرقش
أنقليس ثعباني مرقش (الاسم العلمي: Xyrias multiserialis) هو نوع من الأنقليس، يتبع فصيلة الأنقليس الثعباني.